# Bisdom Léon

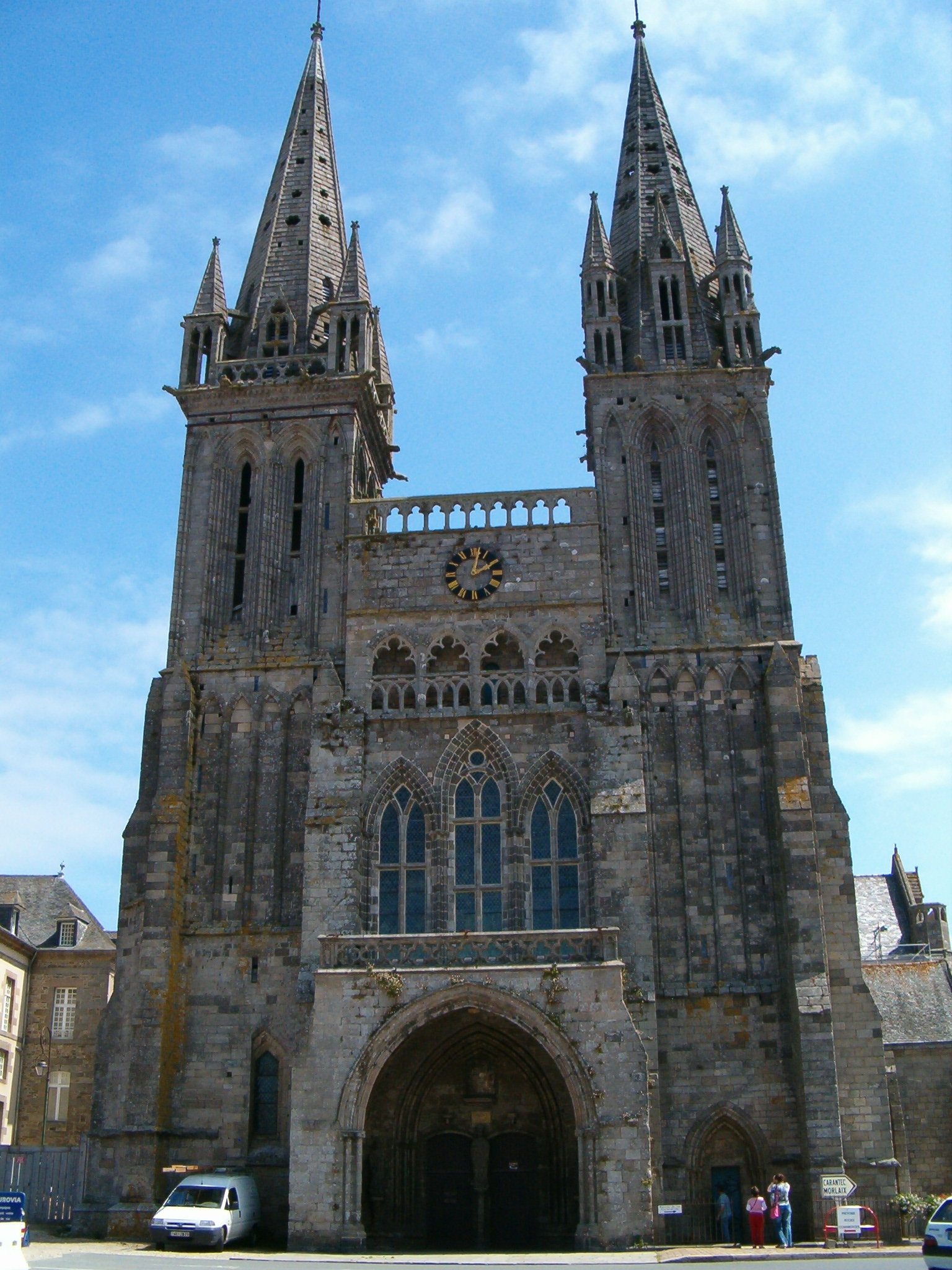
De kathedraal Saint-Paul-Aurélien in Saint-Pol-de-Léon, co-kathedraal van het bisdom Quimper

Het bisdom Léon (Latijn: Dioecesis Leonensis; Frans: Diocèse de Léon) is een voormalig rooms-katholiek bisdom in Frankrijk met als zetel Saint-Pol-de-Léon (Bretagne). Het bisdom omvatte het Land van Léon in het noorden van het tegenwoordige departement Finistère. Het was suffragaan aan het aartsbisdom Tours.
Het bisdom werd afgeschaft na de Franse Revolutie. Bij het Concordaat van 1801 werd het Land van Léon bij het bisdom Quimper gevoegd. In 1853 kreeg dit bisdom wel officieel de naam Quimper-Léon.

## Geschiedenis

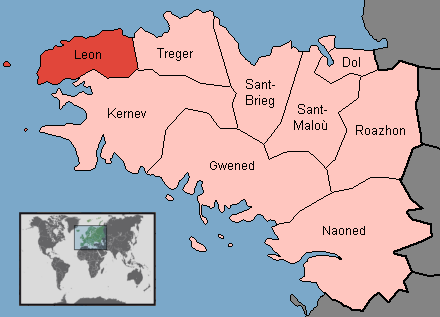
Het oude bisdom Léon

Voor de komst van de Bretonnen van over Het Kanaal in de 5e en 6e eeuw waren er al christelijke gemeenschappen in het gebied. De Bretonnen waren al gekerstend en vestigden hun eigen kerkelijke structuur in het gebied. Het bisdom Léon werd volgens de overlevering gesticht door de heilige Paulinus Aurelianus. Pas vanaf de 9e eeuw zijn er min of meer betrouwbare lijsten van bisschoppen overgeleverd. Het bisdom kende het nodige oorlogsgeweld. In de 17e eeuw werd werk gemaakt van betere priesteropleidingen met de oprichting van het seminarie in Saint-Pol (1679). Het was ook een bloeitijd voor de kloosters.
De Franse Revolutie bracht veel onrust. Maar 12% van de priesters van het bisdom legde de eed van trouw af. Vanaf 1792 werden de priesters die de eed weigerden, vervolgd. Ze werden gevangen gezet, gedeporteerd en een aantal werd geëxecuteerd. De laatste bisschop van Léon, Jean-François de La Marche, gewijd in 1772, stierf in 1806. Toen bestond zijn bisdom al niet meer. Bij het Concordaat tussen Napoleon en paus Pius VII was het opgegaan in het bisdom Quimper.